# Diane Duane
Diane Duane (18 de maio de 1952) é uma autora norte-americana de ficção científica e fantasia. Seus trabalhos incluem a série Young Wizards.